# NGC 1566
NGC 1566, popularmente conocida como la galaxia del bailarín español, es una galaxia espiral intermedia que se encuentra a una distancia de entre 20 y 70 millones de años luz en la constelación austral de La Dorada (Dorado). Por brillo y masa es, junto con NGC 1553, el miembro más destacado del grupo Dorado de galaxias.
Vista de frente desde nuestra perspectiva, presenta un diámetro de 100.000 años luz, concentrándose la formación estelar en los brazos espirales. Las características del núcleo, pequeño pero muy luminoso, sugieren que se trata de una galaxia activa de tipo Seyfert. De acuerdo con su espectro, el gas caliente alrededor del núcleo se mueve a una velocidad anormalmente alta, interpretándose que está orbitando un agujero negro supermasivo cuya masa se ha estimado en (8.6 ± 4.4) × 106 masas solares.